# 四番町スクエア

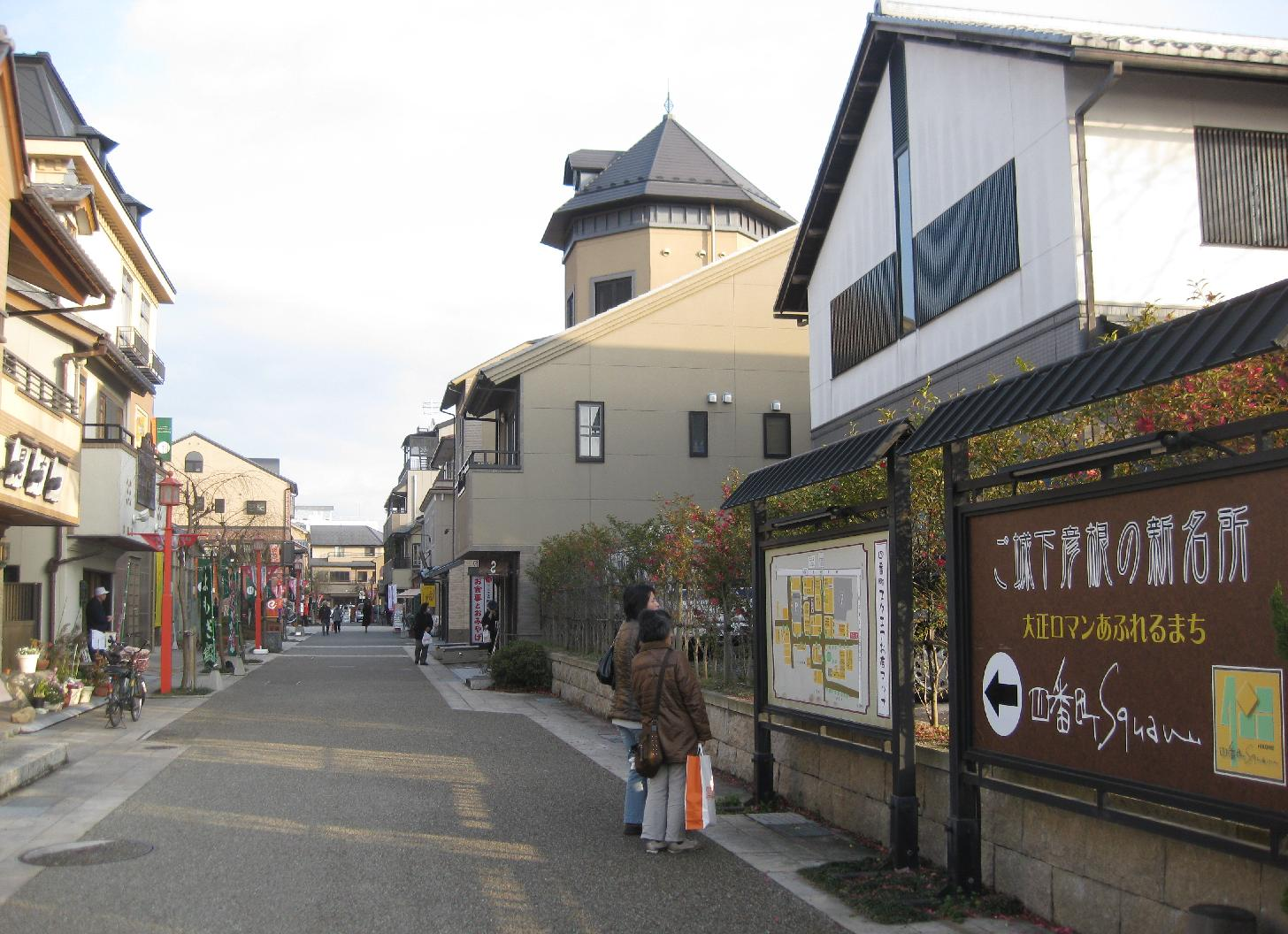
四番町スクエア（夢京橋キャッスルロード側からの入口）

四番町スクエア（よんばんちょうスクエア）は、滋賀県彦根市本町にある商業施設。キャッチコピーは大正ロマンあふれるまち。

## 概要

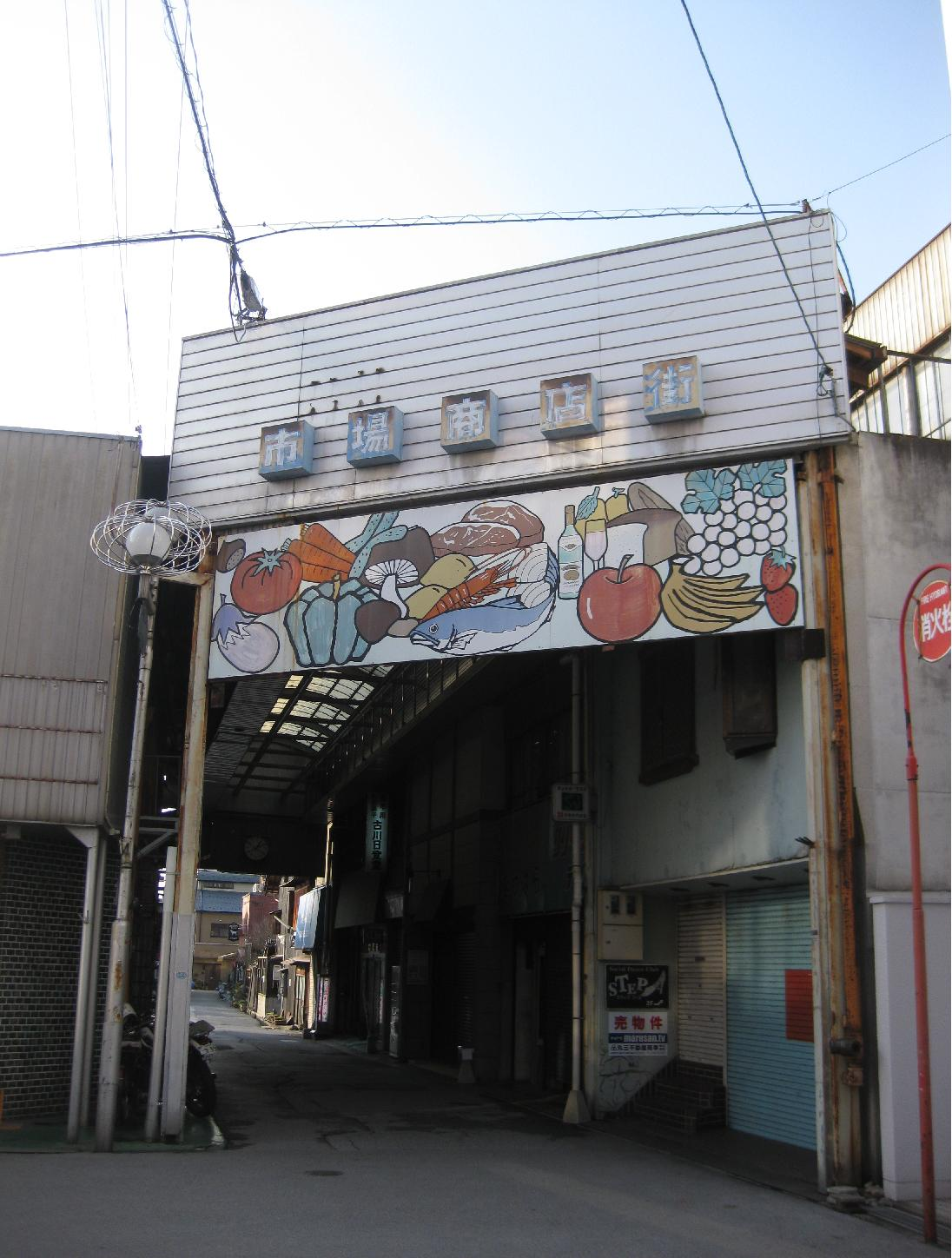
彦根市場商店街 2012年頃まで再開発されずにかつての面影を残していた一角。アーケードは後に撤去された。2010年撮影。

彦根市場商店街が前身。昭和30・40年代には滋賀県下有数の賑やかな商店街であったが、駅前大型店舗・郊外型ショッピングセンター等の設置に伴って賑わいはなくなっていった。それを危惧した商店街の有志(檄の会)が彦根市と彦根商工会議所の協力を得て商店街の再開発を策定、大正時代の町並みをイメージした商店街が2006年（平成18年）5月に完成した。 隣接地に夢京橋キャッスルロードがある。なお、彦根市場商店街のごく一部は再開発されずに営業を続け、2012年頃までアーケードが残っていた。

## マスコットキャラクター
やちにゃんは、彦根藩主・井伊直弼の次女・弥千代 姫をモデルにしている。いわゆるゆるキャラで、「関西ゆるキャラオールスターズ」の一員。

## 周辺

ひこにゃんの石像

- ひこね街なかプラザ
- 四番町ダイニング
- ひこにゃんの石像
- 巡ると願いが叶う六童子のモニュメント
- ノゾミ保育園
- 大信寺
- 来迎寺

## その他
- 来場者に対して耳に優しい環境音ハイパーソニックサウンドを流している。